# Френч-Фрігейт-Шолс

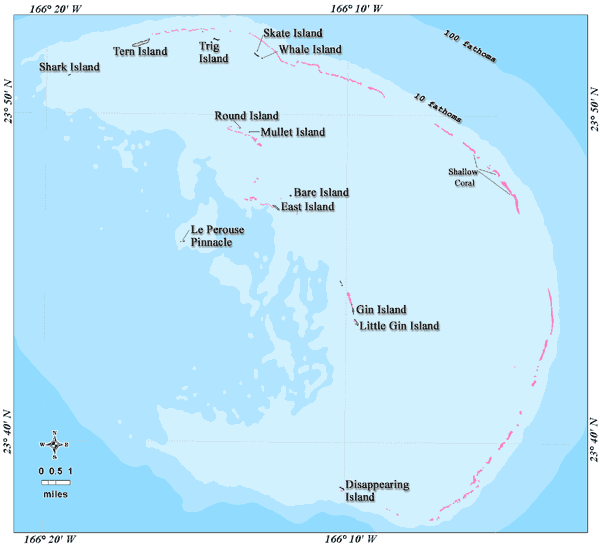
Мапа Френч-Фрігейт-Шолс

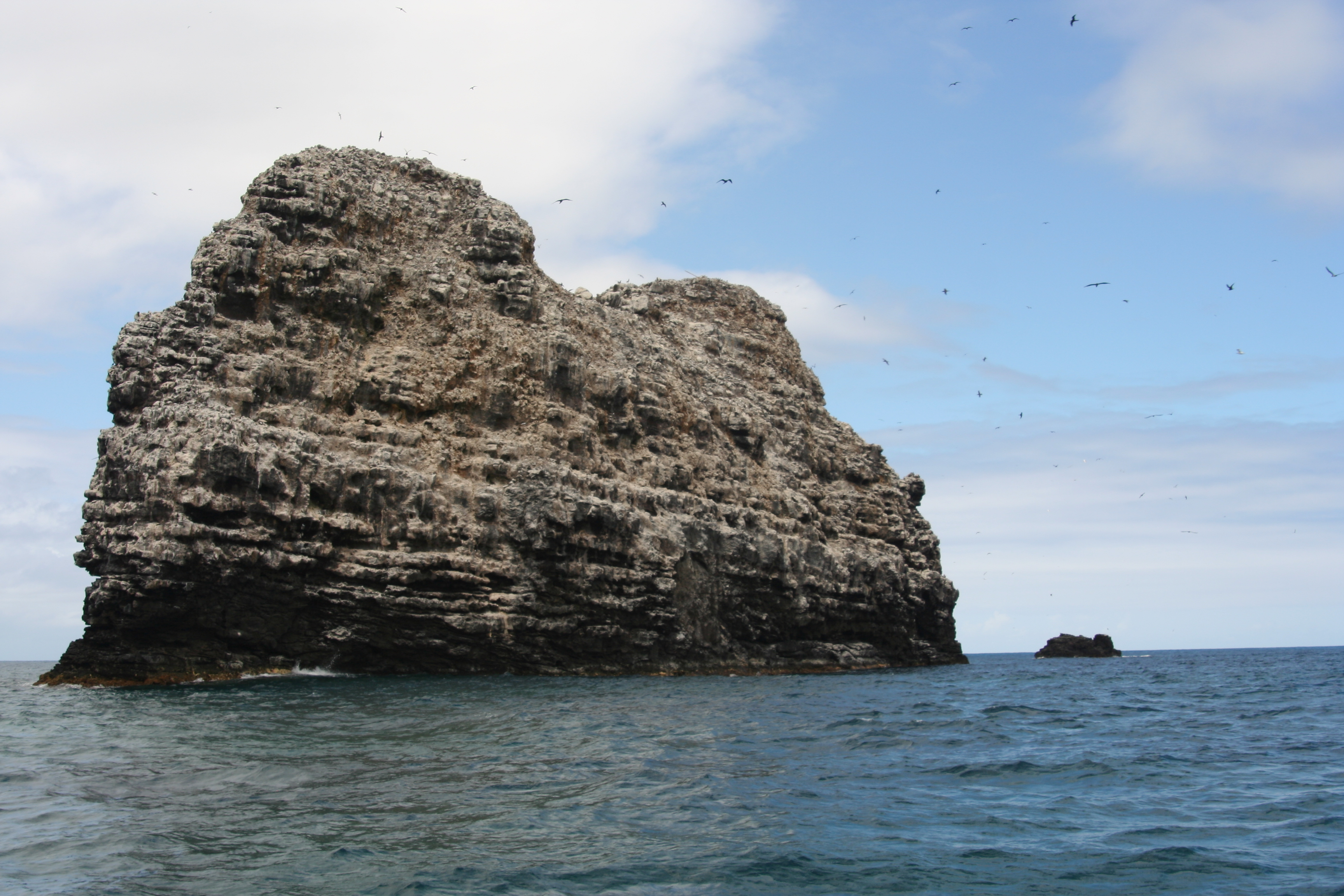
Скеля Ла Перуаза

Канемілохаї, також Френч-Фрігейт-Шолс (гав. Kānemiloha‘i, англ. French Frigate Shoals) — атол у Тихому океані, належить до Гавайських островів. Площа атола приблизно 0,248 км², площа коралових рифів 938 км².
Атол лежить за 901 км (487 морських миль) на північний захід від Гонолулу на острові Оаху.